# Eliasz Pielgrzymowski
Eliasz Pielgrzymowski herbu Nowina (ur. 1564, zm. 1605) – od 1586 pisarz Wielkiego Księstwa Litewskiego. Był sekretarzem króla Stefana Batorego. Od roku 1602 pełnił obowiązki marszałka Trybunału Głównego Wielkiego Księstwa Litewskiego. Był wyznania kalwińskiego.
Brał udział w kampanii pskowskiej króla Stefana Batorego i wyprawie Krzysztofa Radziwiłła "Pioruna" w głąb państwa moskiewskiego, był członkiem poselstw do Moskwy w roku 1583 (do Iwana Groźnego) i 1600–1601 (do Borysa Godunowa).
Był marszałkiem koła poselskiego sejmiku generalnego Wielkiego Księstwa Litewskiego w 1597 roku. Poseł na sejm zwyczajny 1597 roku z powiatu oszmiańskiego.
Był posłem województwa wileńskiego na sejm 1600 roku.
Tworzył głównie w języku łacińskim. Jego „Apostrofa panegiryczna” zadedykowana Krzysztofowi Radziwiłłowi „Piorunowi”, wydana w roku 1583 w krakowskiej oficynie Piotrkowczyka stanowi pochwałę hetmana. W utworze widoczne są wpływy Erazma z Rotterdamu, Paola Manuzia i Girolama Cardana.
Stworzył też apokryficzne żywoty bohaterów Starego Testamentu „De heroibvs in Dei ecclesia liber vnvs ad serenissimum [...] Stephanum I [...] regem Poloniae [...] / scriptus ab Helia Pilgrimovio”.
W języku polskim stworzył wierszowaną relację z dyplomatycznej misji polsko-litewskiej do Borysa Godunowa „Poselstwo i krótkie spisanie rozprawy z Moskwą.”
W latach 1580-tych ogłosił m.in. dwa utwory panegiryczne: „Na ślub najjaśniejszego księcia i pana Alberta Radziwiłła” oraz „Posłanie do szlachetnego pana Teodora Skumina”. 

## Literatura
- Eliasz Pielgrzymowski: Apostrofa panegiryczna, opracował i przełożył z łaciny Bartosz Awianowicz: Warszawa: Wydawnictwo Neriton, 2012, ISBN 978-83-7543-222-0
- Eliasz Pielgrzymowski: Poselstwo i krótkie spisanie rozprawy z Moskwą: Poselstwo do Zygmunta Trzeciego: wydał i opracował Roman Krzywy: Warszawa: Wydawnictwo Neriton, 2010, ISBN 978-83-7543-197-1
- Гісторыя беларускай літаратуры XI—XIX стагоддзяў у двух тамах. Том 1. Даўняя літаратура XI — першай паловы XVIII стагоддзя. — Мінск. Беларуская навука. 2006. С. 481—492